# 父島基地

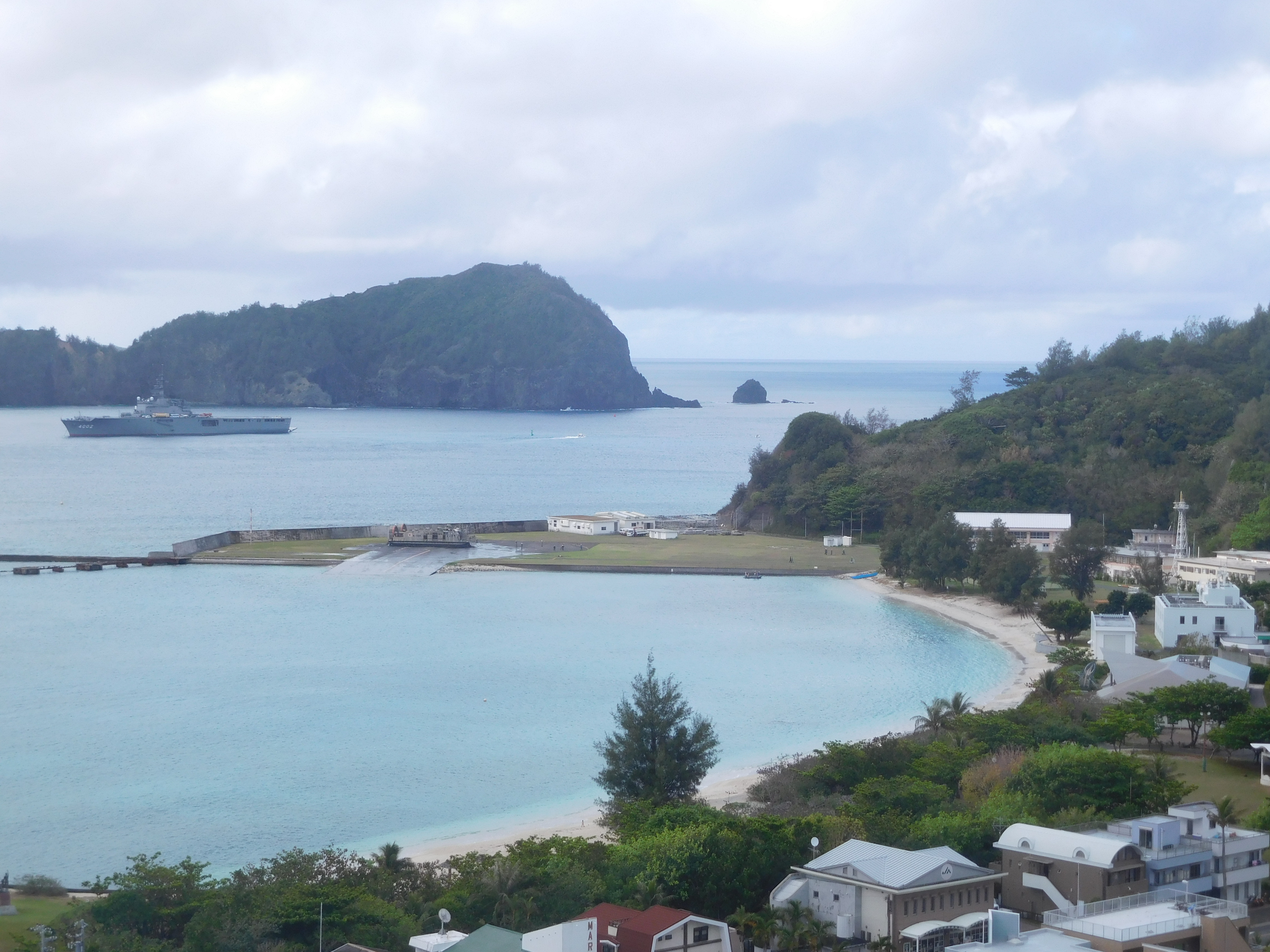
海上自衛隊 父島基地
LCAC(ホバークラフト)が上陸中
沖合におおすみ型輸送艦「くにさき」が停泊中　2016.9.22撮影

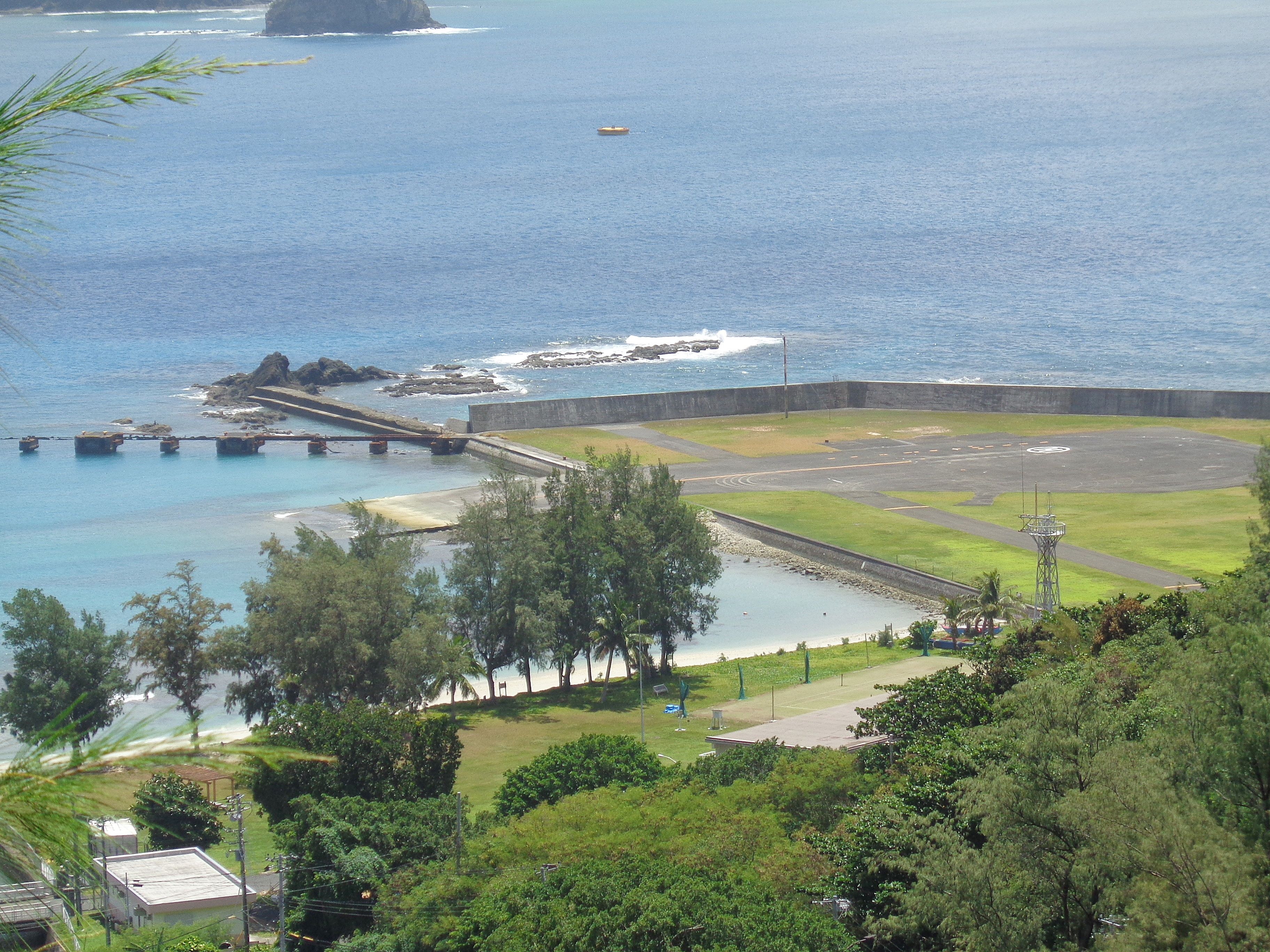
水上機も係留できる父島ヘリポート
救急医療を必要とする患者はここからヘリコプターで硫黄島に搬送される

父島基地（ちちじまきち、JMSDF Chichijima Naval Base）は、東京都小笠原村父島に所在する海上自衛隊の基地である。二見港の西部に位置し、横須賀地方隊隷下の父島基地分遣隊が置かれている。
主な任務は、小笠原諸島に急患が発生した場合に救難飛行艇（US-1A／US-2）や救難機により患者を内地の病院へ搬送する急患輸送支援、 基地周辺に災害が発生した場合に災害救助及び復旧等に対応する災害派遣及び海上自衛隊艦船に対する休養・補給のための基地として使われている。ただし、父島二見港は水深が浅いため、大型艦は沖合に錨泊（錨泊地は「二見泊地」と呼ばれている）し、搭載艇による上陸となる。また、飛行艇用の揚陸スロープも設置されており、救難飛行艇が利用するほか四半期に一回の輸送艦による常続補給の際、エアクッション艇の上陸にも用いられる。

## 沿革
- 1968年（昭和43年）6月26日 - 父島基地分遣隊開隊（小笠原諸島返還）
- 1973年（昭和48年）
  - 6月15日 - 特務船103号（YAS103）配属
  - 11月15日 - 特務船103号が館山航空基地隊に転属、特務船105号（YAS105）配属
- 1977年（昭和52年）4月18日 - 特務船105号が特務艇85号（ASU85）に区分変更
- 2002年（平成14年）10月30日 - 特務艇85号が除籍

## 配置部隊
- 父島基地分遣隊（総務科・警備科・管理科・通信所）

### 歴代分遺隊長
| 代 | 氏名       | 在任期間 | 前職                             | 後職 | 備考 |
| -- | ---------- | -------- | -------------------------------- | ---- | ---- |
|    | 奥村武士   |          |                                  |      |      |
| 37 | 清水賢太郎 |          | 海上自衛隊幹部学校図演装置運用課 |      |      |

## エピソード
- おがさわら丸が二見港から出港する際は基地の隊員が帽振れで見送ることもある。
- 赴任や転勤はおがさわら丸などの民間船を利用する。
- 2013年（平成25年）4月14日に安倍総理が歴代内閣総理大臣として初めて本基地を訪問した[3]。硫黄島よりUS-2で往復した[3]。